# Noble Automotive
Noble Automotive Ltd., známý jednoduše jako Noble, je britský výrobce sportovních automobilů.
Firmu se sídlem v Leedsu, West Yorkshire, založil v roce 1999 Lee Noble. Jeho cílem byla výroba velmi rychlých sportovních automobilů s motorem umístěným uprostřed a pohonem zadních kol. Lee Noble byl hlavní designer a majitel společnosti, kterou však v srpnu 2006 prodal. Z vedení společnosti odstoupil v únoru roku 2008 a v roce 2009 oznámil svůj nový projekt, Fenix Automotive. Sídlo Noblu se poté přesunulo do větších prostor Meridian Business Parku poblíž Leicesteru.
Noble je britský nízkoprodukční výrobce sportovních vozů, mezi jehož starší modely patří M12 GTO, M12 GTO-3, M12 GTO-3R a Noble M400. Modely M12 GTO-3R a M400 mají stejné šasi a karoserii, ale lehce se liší v motorech a odpružení, zatímco model M15 je již osazen novým nosným rámem. Rámy a karoserie si Noble nechává vyrábět v Hi-Tech Automotive v Port Elizabeth v Jihoafrické republice. Jakmile je karoserie hotová, odešle se do továrny Noblu, kde jsou přidány motor, převodovka, ap.
V roce 2009 přišel Noble s modelem M600, který zařadil Noble mezi výrobce supersportovních vozů. Noblem vyráběný dvakrát přeplňovaný vidlicový osmiválec o objemu 4,4 litru produkuje 650 koňských sil a spolu s lehkou konstrukcí z uhlíkových vláken se Noble M600 dostává do společnosti značek jako jsou Ferrari nebo Porsche. První zakázky byly zhotoveny v roce 2010 se základní cenou od 200 tisíc liber.
Do Spojených států se exportovalo pouze 220 kusů modelů M12 GTO-3R a M400, které jako jediné byly k dostání na americkém trhu. Práva na prodej těchto modelů koupila v roce 2007 společnost 1G Racing z Ohia a kvůli vysoké poptávce po těchto vozech začala vyrábět vlastní kopie pod jménem Rossion Q1.

## Noble M10 (1999 - 2000)
Noble M10 je dvoumístný kabriolet s nepřeplňovaným motorem o objemu 2,5 litru. Poprvé byl představen již v roce 1999 a v současné době se již nevyrábí; jeho nástupce se stal model M12. Modelů M10 se vyrobilo velice málo, protože mnoho zákazníků změnilo objednávku na model M12 krátce po jeho oznámení. Noble M10 je v mnoha ohledech a parametrech podobný Lotusu Elise.

## Noble M12 (2000 - 2008)
Podobně jako předchozí model je i Noble M12 dvoudveřový dvoumístný sportovní vůz, využívá však speciálně upravený přeplňované motory Ford Duratec V6 a vyrábí se ve variantách kupé a kabriolet. M12 má ocelový vnitřní rám, ocelový skelet a sklolaminátovou karoserii, což z něj dělá velmi lehký a zároveň tuhý vůz. Ačkoli M12 svým vzhledem naznačuje, že je určen pouze na závodní trať, poskytuje slušné jízdní vlastnosti i v běžném provozu.
Verze M12 Coupe se vyráběla ve 3 variantách:
| Model            | Motor         | Výkon          |
| ---------------- | ------------- | -------------- |
| Noble M12 GTO    | 2.5L bi-turbo | 330 bhp/231 kW |
| Noble M12 GTO-3  | 3.0L bi-turbo | 365 bhp/242 kW |
| Noble M12 GTO-3R | 3.0L bi-turbo | 415 bhp/262 kW |

Vrcholovým modelem M12 je Noble M400.

## Noble M400
Noble M400 je závodní provedení modelu M12. Jeho motor disponuje výkonem 425 koňských sil (317 kW) a Noble udává zrychlení z 0-100 km/h pod 4 sekundy a maximální rychlost 300 km/h. Magazín Car and Driver dosáhl při testu zrychlení 0-100 km/h hodnoty 3,3 sekundy a 0-160 km/h 7,52 sekundy. Zjištěné boční přetížení dosahuje až 1,2G.
Označení M400 je odvozeno ze skutečnosti, že poměr výkonu vzhledem k váze je 400 koní na tunu (298 kW). Nejpodstatnější rozdíly oproti modelu M12 jsou ražené písty, přední příčný stabilizátor, tužší odpružení a tlumiče, pneumatiky Pirelli P Zero, jemnější převodovka a užší střední přístrojový panel. Model M400 byl navržen jako mimořádné závodní vozidlo, které je zároveň schopné poskytovat příjemné jízdní vlastnosti v běžném provozu.

## Noble M14
Noble M14 byl poprvé představen na autosalonu British Motor Show v roce 2004 a okamžitě vzbudil zájem motoristického veřejnosti jako možný soupeř renomovaných sportovních vozů jako jsou Porsche 911 Turbo a Ferrari F430. Základem vozu je lehce upravený podvozek modelu M12, na nějž navazuje nová karoserie a vylepšený interiér. Krátce po představení ale Lee Noble prohlásil, že M14 není natolik rozdílný od modelu M12, aby byl nárůst ceny oprávněný, a to i přesto, že již přijal několik předobjednávek. Noble namísto toho vyvinul zbrusu nové vozidlo, Noble M15, které se již více odlišovalo od modelů M12 a M14.

## Noble M15
Výrobou modelu M15 se Noble zaměřil na daleko širší trh a začal soupeřit přímo s vozy Porsche 911 Turbo a Ferrari F430. Proto se v Noblu objevily doposud nepoužívané prvky: satelitní navigace, kontrola trakce, elektronicky ovládané stahování oken nebo ABS. Navzdory zvýšenému komfortu a využitelnosti v běžném provozu, Noble ve svém tiskovém prohlášení slíbil, že M15 dokáže být na okruhu výrazně rychlejší než M400. Zrychlení vozu z 0-100 km/h je 3,3 sekundy a maximální rychlost dosahuje 300 km/h.
Noble M15 je postaven na zcela novém podvozku, s podélně uloženým motorem a převodovkou vyráběnou na zakázku firmo Graziano. Dvojité vidlicové odpružení je vylepšením systému použitého v M400. Díky podélnému uložení motoru dokázali designeři zlepšit přívod chlazení k motoru, což umožňuje dvakrát přeplňovanému vidlicovému šestiválci vyvinout výkon 455 koní (339kW). Motor je navržen tak, aby splňoval současné emisní požadavky a nový ocelovo-hliníkový nosný rám zaručuje vysokou bezpečnost potvrzenou mnoha crash testy.
Noble M15 je prvním vozem této značky homologovaným jak v Evropě tak i v Americe.
Zakladatel firmy Lee Noble se k tomuto vozu vyjádřil: "(Noble) M12 je skvělé auto, ale je příliš zaměřené jedním směrem. Chtěl jsem vytvořit supersportovní automobil, který budou moct majitelé využít v každodenním životě. Pro Noble to znamená udělat velký krok kupředu po stránce vytříbenosti, praktičnosti a stylu."
Noble M15 se objevil i v pořadu Top Gear, kde ho testoval Richard Hammond. Byl mnohem rychlejší na Top Gear okruhu než starý Noble, což je podle Hammonda zapříčiněno novou silnější převodovkou, která umožňuje Noblu přenášet více tahu a vyladit totožný motor na větší výkon.

## Noble M600
Noble v současnosti vyrábí nový model M600. Pohání ho upravený, dvakrát přeplňovaný vidlicový osmiválec Volvo (650 koní, 485 kW), jehož výkon je přenášen na zadní kola šestistupňovou převodovkou Yamaha, a disponuje karoserií z uhlíkových vláken. Při své váze 1300 kg dokáže zrychlit z 0-100 km/h na 3,5 sekundy a za další 4 sekundy dosáhne rychlosti 160 km/h. V základním provedení nenajdete ve výbavě Noblu M600 ABS ani kontrolu trakce, je tudíž vozem pro skutečně zkušené řidiče. Základní cena tohoto supersportovního vozu byla v době uvedení na trh přibližně 200 tisíc liber, přičemž se počítá s výrobou pouze 50 kusů ročně.
Noble také veřejně testoval model M600 prototype 2 osazený motorem s výkonem sníženým na 500 koní (373 kW), který dosahoval výsledků odpovídajících vozů Porsche Carrera GT a Ferrari Enzo.
Noble M600 se opět objevil v pořadu Top Gear, konkrétně v páté epizodě 14. série. Jeremy Clarkson sice lamentoval nad chudou výbavou, ale byl ohromen jeho výkonem a zrychlením. Stig s Noblem M600 dosáhl na Top Gear okruhu času 1:17,7, což i přes relativně nepříznivé povětrnostní podmínky znamenalo osmý nejrychlejší čas (byl tedy rychlejší než Bugatti EB 16,4 Veyron nebo Pagani Zonda Roadster F).
Podle internetové portálu ATFULLCHAT není vyloučeno, že by se v budoucnu mohl M600 objevit i ve verzi bez pevné střechy, avšak podle vyjádření ředitele Noblu Petera Boutwooda nejsou v plánu žádné jiné karosářské verze.